# Коваленко, Алла Арестовна
Алла Арестовна Коваленко (род. 1948) — украинский промышленный деятель, Герой Украины (2008).

## Биография
Родилась 16 мая 1948 года в Харькове в семьи служащих. Замужем, имеет двух сыновей и дочь.
Окончила Харьковский политехнический институт (1966—1972), инженер-технолог.
- В 1972−1984 — сменный мастер, старший технолог, начальник производства, Харьковский жиркомбинат.
- В 1984−1987 — старший технолог, начальник производства, Харьковское ПО кондитерской промышленности.
- С 1987 — директор, Харьковская кондитерская фабрика № 2 (с 1991 — «Харьковская бисквитная фабрика», с 1995 — АОЗТ «Харьковская бисквитная фабрика»[1], генеральный директор, председатель правления).

Дважды — в 1998 и 2002 годах — была избрана депутатом Харьковского городского Совета 3-го и 4-го созыва, заместитель председателя комиссии по бюджету и планированию (с 2002).
Депутат Харьковского областного совета, член комиссии по вопросам планирования социально-экономического развития региона (с 04.2006).
Член правления «Ассоциации выпускников Национального технического университета „Харковский политехнический институт“».

## Награды и звания
- Звание Герой Украины (с вручением ордена Державы, 16.10.2008 — за выдающиеся личные заслуги перед Украинским государством в развитии пищевой промышленности, обеспечение производства высококачественной отечественной кондитерской продукции, многолетний самоотверженный труд).
- Награждена орденом княгини Ольги III (05.2003) и II (06.2006) степеней.
- Заслуженный работник промышленности Украины (04.1998).
- Государственная премия Украины в области науки и техники (2011).